# Restiello
Restiello (Ristiellu en asturiano) es una parroquia del concejo de Grado, en el Principado de Asturias (España). Alberga una población de 39 habitantes (INE 2021) en 59 viviendas. Ocupa una extensión de 10,67 km².
Está situada en la zona suroccidental del concejo y limita al norte con las parroquias de Vigaña y Santa María de Villandás; al este, con las de Santianes y Villamarín; al sur, de nuevo con la de Villamarín; y al oeste, con la parroquia de Belmonte, donde se ubica la capital del concejo de Belmonte de Miranda.
La iglesia parroquial se localiza en el lugar de Restiello y fue construido en 1837, según figura en la inscripción situada sobre su portada. Su planta es de cruz latina, con ábside y brazos del crucero cubiertos con bóveda de arista, y la nave con armadura y plafón de madera.
Un templo bajo al advocación de Santa María aparece citado en la confirmación otorgada por Alfonso VI a la Iglesia de Oviedo, en torno al año 1100, en la que se refunden tres documentos donde se recogen diversas donaciones realizadas por el monarca y sus antepasados, a las que se añaden otros bienes:
«Foris illos terminos in Salzeto ecclesiam Sancte Marie de Rastello et uilla quem dicunt Tolines cum ecclesia Sancte Marie et uilla quem dicunt Noceta».
Dada su vecindad con Belmonte de Miranda no es extraño que el núcleo aparezca citado en la documentación del monasterio de Santa María de Lapedo. Así, en el año 1148, Pedro y Martín Vermúdez donan a este cenobio el de Santa María de Restiello.

## Poblaciones
Según el nomenclátor de 2009 la parroquia está formada por las poblaciones de:
- Restiello (Restiellu en asturiano) (lugar): 26 habitantes.
- La Vega (La Veiga) (lugar): 8 habitantes.
- Villahizoy (Villizói) (lugar): 12 habitantes.

El lugar de Restiello se encuentra situado en un rellano, a media ladera, orientado al este, desde el que se domina un gran tramo de la cuenca del arroyo Dolia y la cabecera del río Vega. Las edificaciones se concentran en un núcleo, ubicado a una altitud de 580-610 m s. n. m. Dista de la capital, Grado, 16,7 km aproximadamente y se accede a través de la carretera AS-311.